# Meryta malietoa
Meryta malietoa là một loài thực vật có hoa trong Họ Cuồng cuồng. Loài này được P.A.Cox mô tả khoa học đầu tiên năm 1985.